# Хадаколоб
Хадаколоб — село в Тляратинском районе Дагестана. Входит в сельское поселение сельсовет Шидибский.

## География
Расположено в 16 км к северо-северо-западу от районного центра — села Тлярата, на реке Сараор.

## Население
| 1869 | 1888 | 1895 | 1926 | 1939 | 1970 | 1989 |
| ---- | ---- | ---- | ---- | ---- | ---- | ---- |
| 8    | ↗23  | ↗27  | ↘12  | ↗28  | ↗113 | ↗126 |
| 2002 | 2010 | 2021 |      |      |      |      |
| ↘59  | ↗264 | ↘94  |      |      |      |      |